# Barbaja de Nùgoro
La Barbaja de Nùgoro (en sard nuorès su Nugorèsu, en logudorès su Nuoresu) és una subregió històrica de la Sardenya nord-oriental, a la província de Nùgoro. Limita amb les regions de Baronia, Montacuto, Gocèano, Marghine, Barbaja d'Ollolai i Ullastre. Durant l'edat mitjana el seu territori formà part de la curatoria de Dore-Orotelli, del Jutjat de Torres. Avui dia, però, s'entén pel nuorès un territori més ampli que comprèn bona part del territori que en aquella època pertanyia a les curatories de Bitti i Orosei-Galtellì del Jutjat de Gallura.